# Neomonachus tropicalis
La foca monaca dei Caraibi (Neomonachus tropicalis Gray, 1850) è un mammifero pinnipede estinto presumibilmente negli anni cinquanta.

## Descrizione
La foca monaca caraibica possedeva un corpo relativamente grande e robusto, raggiungeva i 2,4 m e pesava circa 170–270 kg. I maschi erano probabilmente un po' più grandi delle femmine. La loro colorazione era brunastra e/o grigia, con la parte inferiore più chiara della zona dorsale; gli adulti erano più scuri dei giovani. La foca monaca caraibica era anche nota per ospitare alghe che crescevano sul pelo, dando loro un aspetto leggermente verdastro, simile alla foca monaca hawaiana.

## Comportamento e biologia
I documenti storici suggeriscono che questa specie può aver avuto dei luoghi di agglomerazione di esemplari, i gruppi potrebbero essere stati organizzati in base all'età degli animali. La loro dieta molto probabilmente consisteva in pesci e crostacei.
Come altre foche la foca monaca caraibica non era molto veloce in terra. La sua mancanza di paura per l'uomo e una natura pacifica e curiosa hanno contribuito alla sua estinzione.

## Riproduzione e longevità
Le foche monache caraibiche avevano una lunga stagione riproduttiva, in Messico raggiungeva il picco all'inizio di dicembre. Questa foca, come le altre foche monache, possedeva quattro capezzoli retrattili che servivano per allattare i propri piccoli. I cuccioli appena nati erano lunghi probabilmente circa 1 metro e pesavano circa 16-18 chilogrammi. Si ritiene che la durata media della vita di questo animale fosse stata di circa vent'anni.

## Habitat
La foca monaca caraibica viveva in acque temperate, subtropicali e tropicali del Caraibi, Golfo del Messico e sull'Oceano Atlantico.
Prediligeva gli atolli, isole appartate, lagune e barriere coralline, ma erano presenti anche sulle coste continentali e nelle acque profonde al largo.

## Storia
La presenza del mammifero nel Mar dei Caraibi è stata segnalata per la prima volta nel 1494 da Cristoforo Colombo che nel resoconto del suo secondo viaggio scrisse di averne ucciso 8 esemplari per ottenere la carne con cui sfamare il suo equipaggio. L'ultimo avvistamento confermato risale al 1952 quando lo studioso C.B. Lewis censì una piccola colonia presso l'isola Serranilla (Colombia), a 150 km dalla Giamaica.